# Пограничная служба Федеральной службы безопасности Российской Федерации
Пограни́чная слу́жба Федера́льной слу́жбы безопа́сности Росси́йской Федера́ции (ПС ФСБ России) — структурное подразделение (спецслужба) в составе Федеральной службы безопасности Российской Федерации (ФСБ России), основной задачей которого является защита, охрана Государственной границы Российской Федерации — её сухопутных и водных рубежей, а также морских биологических ресурсов исключительной экономической зоны Российской Федерации.
Согласно пунктам 6, 7, 8 статьи № 1 Федерального закона «Об обороне» от 31 мая 1996 года № 61-ФЗ, пограничные органы ПС ФСБ России являются органами, привлекаемыми для выполнения отдельных задач в области обороны государства в соответствии с Планом применения ВС РФ, являясь частью специальной службы федерального органа исполнительной власти Российской Федерации. Пограничные органы ПС ФСБ России не входят в состав Вооружённых сил Российской Федерации, при этом находясь с ними в полном взаимодействии, выполняют совместные задачи по обороне Российской Федерации.

## История

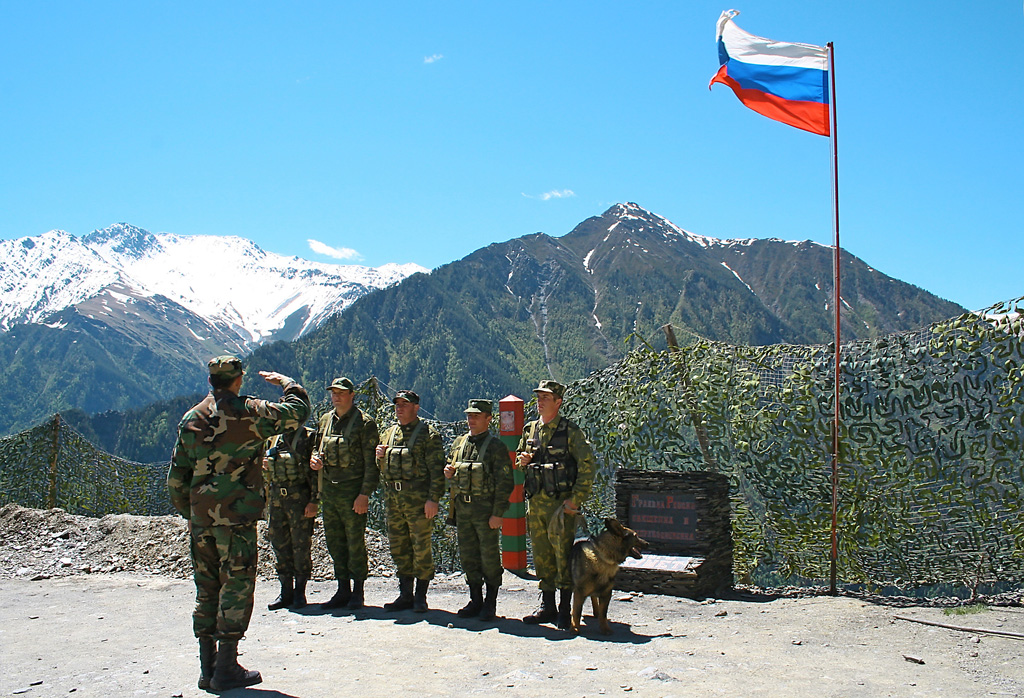
Пограничная застава вблизи села Хушет, Дагестан (российско-грузинская граница), 2007 год

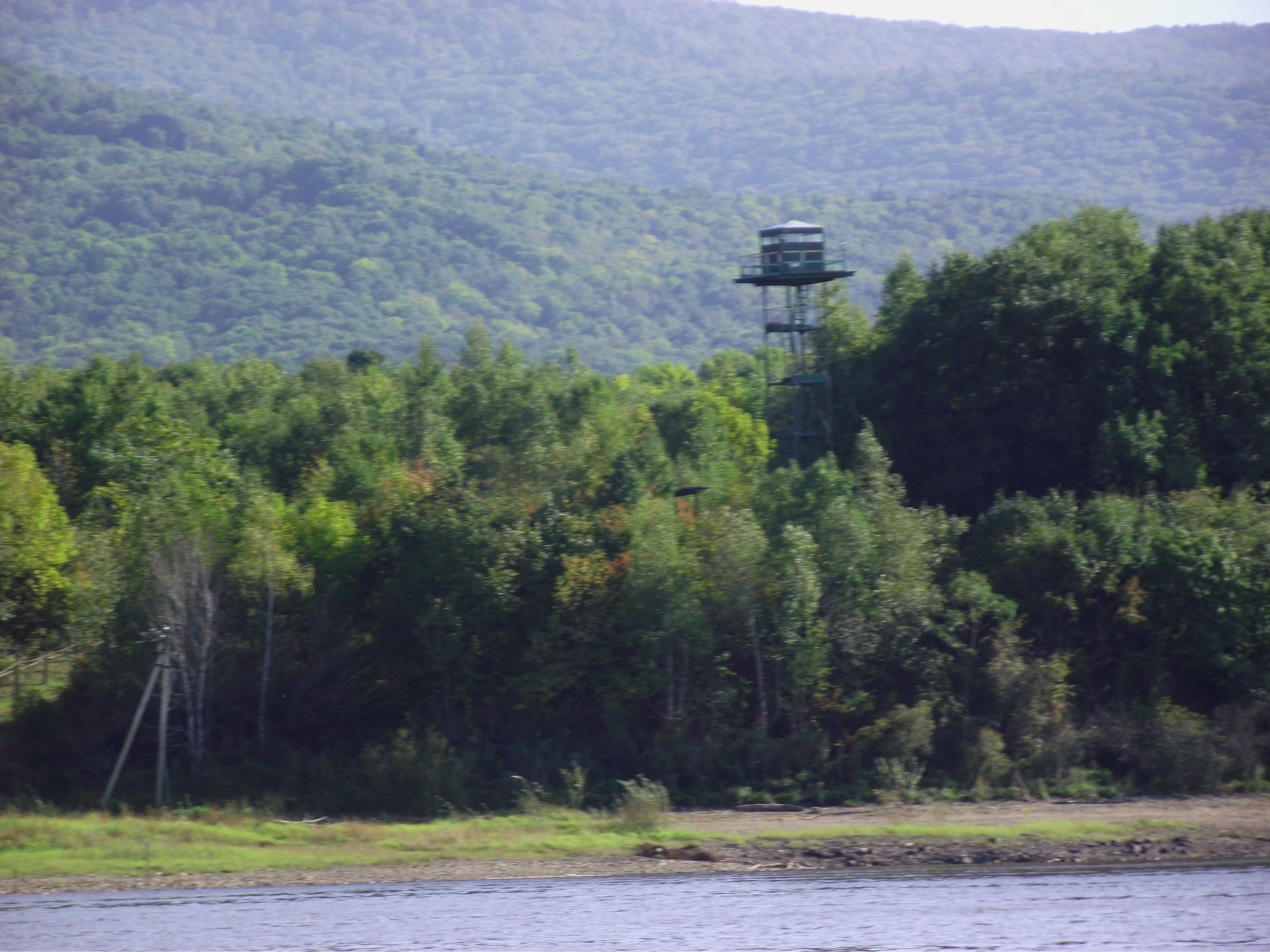
Пограничная вышка ПC ФСБ России на российско-китайской границе в селе Казакевичево Хабаровского края.

В Российской империи до 1893 года службу по охране государственных границ несла пограничная стража Департамента таможенных сборов Министерства финансов. Указом Александра III от 15 октября 1893 года на основе пограничной стражи был сформирован Отдельный корпус пограничной стражи, который организационно упорядочил охрану границы. Службу по охране государственных границ с 1893 года нёс Отдельный корпус пограничной стражи, а контроль за въездом в Россию и выездом за её пределы осуществляла Пограничная жандармерия.
После Октябрьской социалистической революции, декретом Совета народных комиссаров РСФСР (СНК РСФСР) 28 мая 1918 года была учреждена Пограничная охрана границы РСФСР. Тогда же было создано Главное управление Пограничной охраны, в которое в полном составе перешли офицеры бывшего Управления отдельного корпуса пограничной стражи России.
После ряда преобразований за годы существования СССР, с 1957 года Пограничные войска вошли в состав Комитета государственной безопасности при Совете министров СССР, в 1978 году преобразованного в самостоятельный государственный комитет — Комитет государственной безопасности СССР (КГБ СССР). Было создано Главное управление пограничных войск КГБ СССР.
21 марта 1989 года Пограничные войска КГБ СССР (вместе с Внутренними войсками МВД СССР и Железнодорожными войсками) Указом Президиума Верховного Совета СССР № 10224-XI были выведены из оперативного подчинения Вооружённых Сил СССР (ВС СССР). С того момента пограничные войска выполняли задачи по обеспечению обороноспособности государства, находясь в подчинении только ведомства государственной безопасности. До 1989 года пограничные войска являясь составной частью КГБ СССР, в военное время переходили в оперативное подчинение Вооружённых сил СССР.
3 декабря 1991 года КГБ СССР упраздняется и разделяется на три отдельных ведомства: Межреспубликанскую службу безопасности, Центральную службу разведки и Комитет по охране государственной границы СССР. Полномочия по охране государственной границы, наряду с рядом других полномочий, были переданы из КГБ СССР в новообразованный Комитет по охране государственной границы СССР, реорганизованный из Главного управления пограничных войск КГБ СССР.
28 октября 1992 года Комитет по охране государственной границы СССР был упразднён. За счёт численности упраздняемого Комитета по охране государственной границы и подчинённых ему воинских формирований, Указом Президента Российской Федерации № 620 от 12 июня 1992 года были образованы Пограничные войска Российской Федерации в составе нового Министерства безопасности Российской Федерации, действовавшего с января 1992 года по декабрь 1993 года.
21 декабря 1993 года было упразднено Министерство безопасности Российской Федерации и создана Федеральная служба контрразведки Российской Федерации (ФСК России). В состав ФСК России вошли практически все подразделения упразднённого Министерства безопасности Российской Федерации, за исключением пограничных войск, выделенных в самостоятельную федеральную службу.
30 декабря 1993 года на базе Пограничных войск и их органов управления, входивших в состав упразднённого Министерства безопасности Российской Федерации, была образована Федеральная пограничная служба — Главное командование Пограничных войск Российской Федерации (ФПС — Главкомат).

Флаг Федеральной пограничной службы Российской Федерации в 1999—2003 годах.

Ровно через год, 30 декабря 1994 года, Федеральная пограничная служба — Главное командование Пограничных войск Российской Федерации была переименована в Федеральную пограничную службу Российской Федерации (ФПС России), задачей которой были управление и координация деятельности Пограничных войск Российской Федерации.
С 30 декабря 1994 года по 11 марта 2003 года ФПС России существовала как самостоятельный федеральный орган исполнительной власти (федеральная служба), осуществлявший решение задач по обеспечению государственной безопасности Российской Федерации в пределах своих полномочий. Директор ФПС России находился в прямом подчинении Президента Российской Федерации.

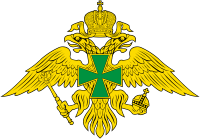
Эмблема органов пограничной службы и пограничных войск ФПС России в 1997—2003 годах (вариант с изумрудным крестом на груди орла).

10 марта 1997 года, Указом Президента Российской Федерации № 197 Пограничные войска Российской Федерации переименовываются в пограничные войска ФПС России.

Флаг пограничных войск ФПС России в 1999—2003 годах.

В 2000—2003 годах полномочия ФПС России и пограничных войск регулировались Федеральным законом № 55-ФЗ «О Пограничной службе Российской Федерации». Согласно данному закону, войска Пограничной службы (пограничные войска), а также органы и другие организации Пограничной службы, вместе с отвечающими за их управление специально уполномоченным федеральным органом исполнительной власти (ФПС России) и его территориальными органами, входили в состав государственной военной организации — Пограничной службы Российской Федерации.
1 июля 2003 года Указом Президента Российской Федерации от 11 марта 2003 года № 308 Федеральная пограничная служба Российской Федерации и возглавляемая ею государственная военная организация — Пограничная служба Российской Федерации — были упразднены. Их функции переданы в ведение созданной тем же указом Пограничной службе в составе Федеральной службы безопасности Российской Федерации. Для организации деятельности вновь созданной структуры образовывается Организационный департамент Пограничной службы ФСБ России.
20 июля 2004 года на основе Морской охраны ПС ФСБ России была образована Береговая охрана ПС ФСБ России — в Организационном департаменте ПС ФСБ России создаётся Управление береговой охраны (в 2007 году преобразованное в Департамент береговой охраны).

Флаг кораблей, катеров и судов пограничных органов с 2008 года.

В 2005 году, в соответствии с Федеральным законом от 7 марта 2005 года № 15-ФЗ, в Российской Федерации упраздняется такой вид силовых структур как пограничные войска — с этого времени все формирования ПС ФСБ России носят наименование пограничные органы.
Вместе с этим в Пограничной службе ФСБ России было положено начало перехода от смешанной системы комплектования подразделений к комплектованию подразделений пограничных органов военнослужащими, проходящими военную службу по контракту. К окончанию 2008 года пограничные органы России полностью перешли к системе комплектования подразделений военнослужащими, проходящими военную службу на контрактной основе, отказавшись от комплектования подразделений военнослужащими, проходящими военную службу по призыву.

Нарукавный знак
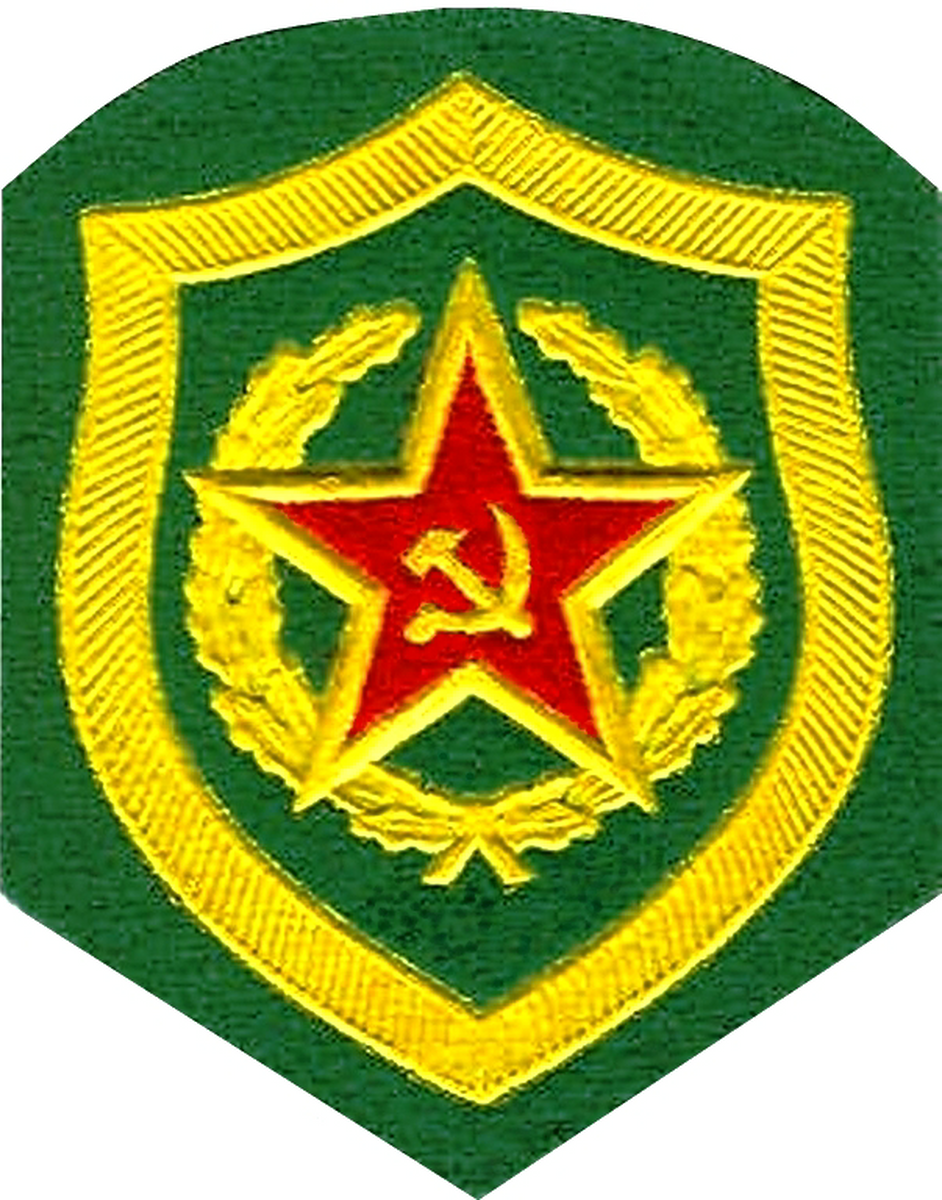
Общевойсковой нарукавный знак военнослужащих пограничных войск КГБ СССР, до 1992 года.
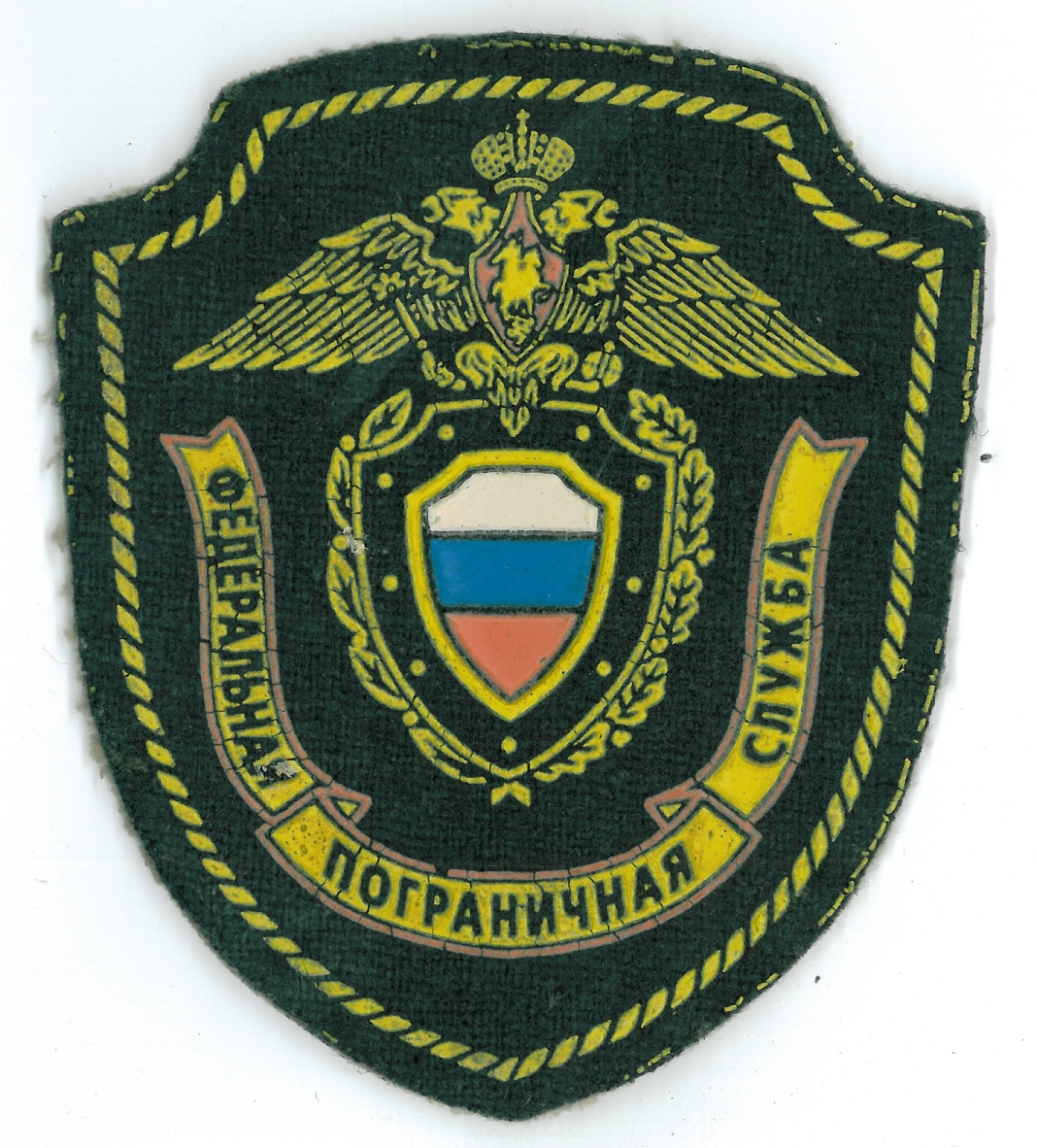
Нарукавный знак военнослужащих ФПС России примерно с 1995-го по 2003 годы.
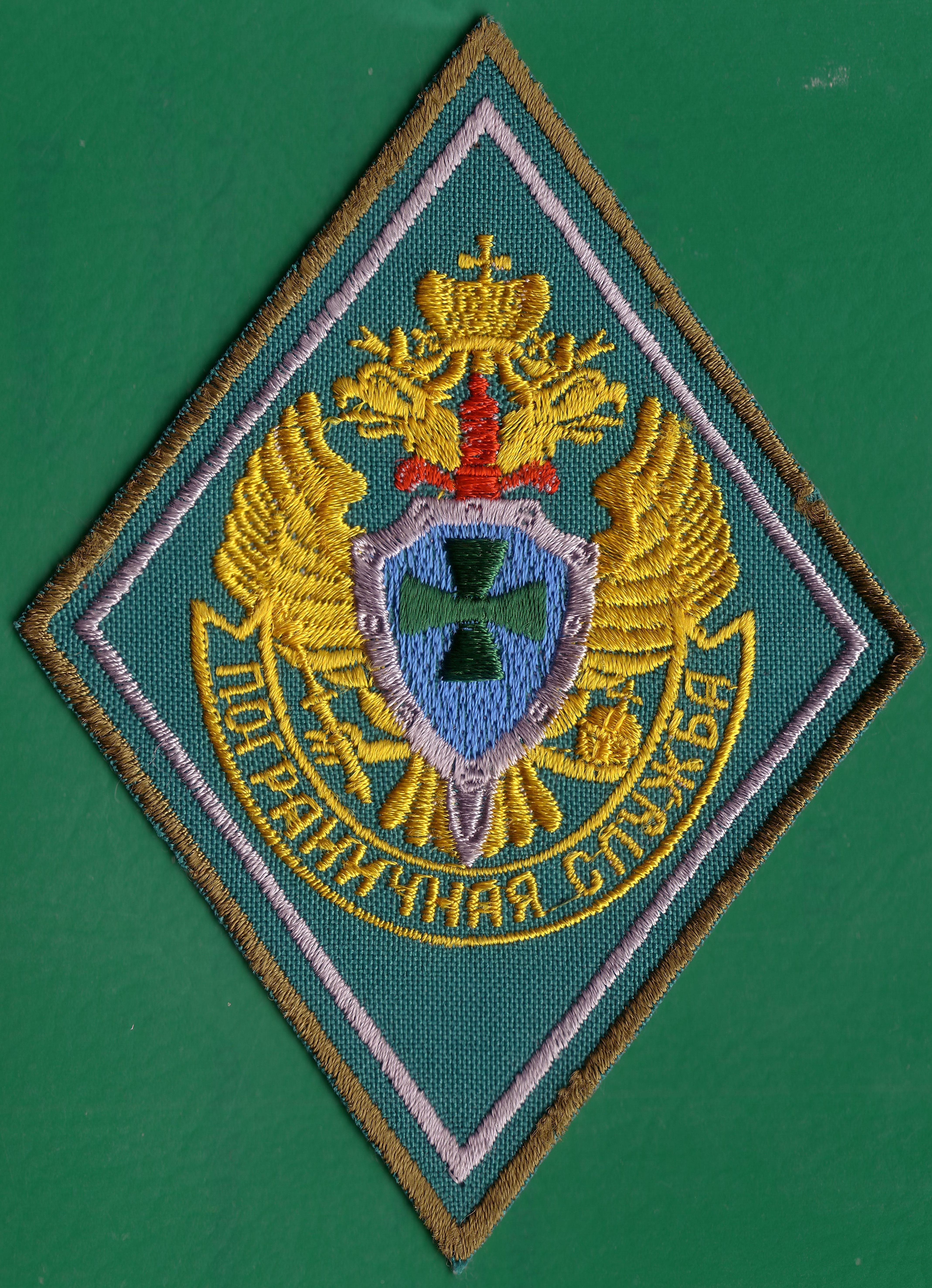
Нарукавный знак военнослужащих Пограничной службы ФСБ России с 2003 года.

## Структура
Пограничная служба ФСБ России — единая централизованная система органов управления, пограничных органов и служб пограничного контроля в составе Федеральной службы безопасности Российской Федерации, включающая в себя:
- Департамент пограничной охраны;
- Департамент береговой охраны;
- Департамент пограничного контроля;
- Оперативно-координационное управление;
- пограничные органы (подчинённые соответствующим департаментам и управлениям):
  - региональные пограничные управления ФСБ России по федеральным округам, включая входящие в их состав:
    - отделы охраны государственной границы, оперативные отделы, службы пограничного контроля ФСБ России и т. д.;

  - пограничные управления ФСБ России по субъектам Российской Федерации (по направлениям), включая входящие в их состав:
    - отделы (отделения, группы) охраны государственной границы, отделы (отделения, группы) мобильных действий, отделы (отделения, группы) дознания и административной практики, оперативные отделы (отделения, группы) и т. д.:
      - пограничные отделы (пограничные комендатуры) и отряды пограничного контроля:
        - пограничные отделения (пограничные заставы), отделения (группы) пограничного контроля, разведывательно-поисковые группы, контрольно-пропускные пункты, пограничные (радиотехнические) посты и т. д.,

    - отделы (отделения, группы) береговой охраны:
      - отряды (дивизионы) пограничных сторожевых кораблей (катеров), а также государственные морские, специализированные, зональные, районные, участковые инспекции и государственные инспекторские посты органов охраны морских биологических ресурсов:
        - пограничные сторожевые корабли, пограничные сторожевые катера (пограничные малые катера), а также патрульные суда (катера) охраны морских биологических ресурсов и т. д.;

  - Книжно-журнальное издательство «Граница» ФСБ России.

Кроме того пограничным органам, в зависимости от их территориального расположения, приданы различные воинские формирования авиации ФСБ России (по состоянию на начало 2012 года): 1 отдельный тяжёлый транспортный авиаполк, 10 объединённых авиаотрядов и 2 авиационные группы, реорганизованные после 2003 года из бывших авиационных частей пограничных войск ФПС России (без учёта Объединённого авиаотряда спецназначения ФСБ России, базирующегося во Внуково и Шереметьево, который после упразднения ФПС России и объединения с авиацией пограничных войск был сформирован на основе бывшей Отдельной авиаэскадрильи ФСБ России, в задачу которой входила перевозка руководящего состава ФСБ России, а также личного состава Центра специального назначения).
В настоящее время соответствующие формирования авиации ФСБ России структурно не входят в Пограничную службу, однако находятся в оперативном подчинении её пограничных органов.
Военные учебные заведения пограничного профиля ФСБ России:
- Военные образовательные учреждения высшего профессионального образования:
  - Пограничная академия ФСБ России (Москва),
  - Московский пограничный институт ФСБ России,
  - Голицынский пограничный институт ФСБ России (Голицыно),
  - Калининградский пограничный институт ФСБ России,
  - Курганский пограничный институт ФСБ России,
  - Хабаровский пограничный институт ФСБ России,
  - Институт береговой охраны ФСБ России (Анапа)[29];
- Военные образовательные учреждения среднего профессионального образования:
  - Первый пограничный кадетский корпус ФСБ России (Пушкин) — подведомственный ФСБ России[30],
  - Кадетская группа пограничного профиля в Калужском кадетском многопрофильном техникуме — подведомственен Министерству образования и науки Калужской области; согласно заключённому договору о сотрудничестве «шефство» над классом взял Голицынский пограничный институт ФСБ России[31][32].

## Отбор призывников
- С 25 декабря 2023 года вступил в силу закон, позволяющий гражданам проходить срочную службу в пограничных войсках ФСБ. Ранее такая возможность существовала только для лиц, заключивших контракт с ФСБ во время службы.   В июне 2024 года президент Владимир Путин подписал указ, расширяющий полномочия ФСБ, включая участие в отборе призывников. Это позволяет ФСБ непосредственно участвовать в процессе комплектования органов безопасности.   Основные требования к кандидатам:
  - Гражданство и возраст: Кандидаты должны быть гражданами Российской Федерации в возрасте от 18 лет.
  - Образование: Для лиц, прошедших военную службу по призыву, требуется не ниже среднего (полного) общего образования; для неслуживших — не ниже среднего профессионального образования.
  - Состояние здоровья: Кандидаты должны быть признаны годными к военной службе или годными с незначительными ограничениями.
  - Физическая подготовка: Необходимы результаты, соответствующие установленным нормативам.
  - Морально-деловые качества: Отсутствие судимостей, отсутствие иностранного гражданства или вида на жительство в другой стране, а также отсутствие учета в органах внутренних дел и наркологических диспансерах.  Процесс отбора включает профессионально-психологическое тестирование, медицинское освидетельствование и проверку физической подготовки. Например, в Пограничном управлении ФСБ России по Санкт-Петербургу и Ленинградской области кандидаты проходят опрос с использованием полиграфа и сдают нормативы по физической подготовке.   Особые условия службы:  Согласно новому законодательству, в пограничные войска ФСБ не могут быть призваны граждане, являющиеся иностранными агентами, имеющие иностранное гражданство или вид на жительство в другой стране, с непогашенной судимостью или употребляющие наркотические вещества без медицинского назначения.  Эти изменения направлены на укрепление кадрового состава пограничных войск ФСБ и обеспечение высокого уровня безопасности на государственных границах Российской Федерации.

### Органы управления

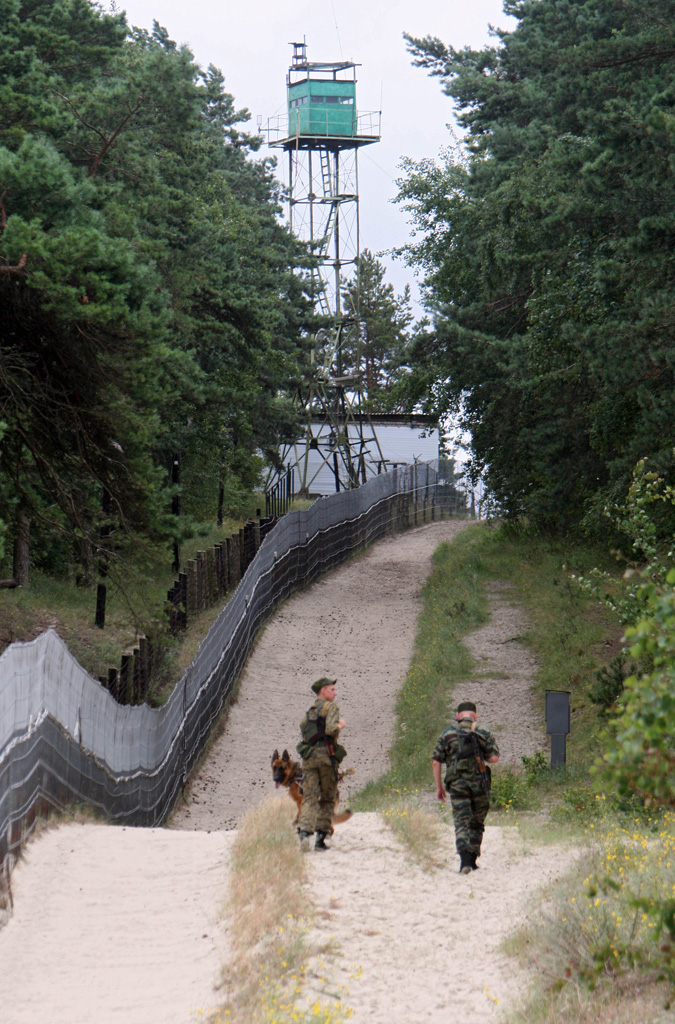
Российский пограничный наряд во время выполнения задачи по охране российско-польской границы на полуострове Балтийская коса. Пограничная застава «Нормельн» — самая западная застава России (2011 год).

Региональные управления были образованы в 1998 году в структуре ФПС России на основе бывших управлений пограничных округов и групп пограничных войск ФПС России, которые после реорганизации получили наименования соответствующих региональных управлений Федеральной пограничной службы Российской Федерации (РУ ФПС России). РУ ФПС России являлись оперативными объединениями пограничных войск, органов и организаций Пограничной службы в пределах бывших пограничных округов (групп).
Региональные управления Федеральной пограничной службы Российской Федерации:
- Северо-Восточное РУ ФПС России (бывший Северо-Восточный пограничный округ)[46].

Впоследствии, интегрировавшись после 2003 года в структуру ФСБ России, бывшие РУ ФПС России были переименованы в региональные пограничные управления Федеральной службы безопасности Российской Федерации (РПУ ФСБ России).
В июле 2004 года Пограничная служба ФСБ России переходит от линейного принципа охраны государственной границы к регионально-объектовому. В связи с этим в 2005 году проводится оптимизация структуры её органов управления, в ходе которой РПУ ФСБ России исключаются из данной структуры как излишние звенья управления, и преобразовываются из оперативных объединений (в пределах бывших пограничных округов и групп) в организационно-контрольные органы (в пределах федеральных округов).
Согласно новой схеме, вместо 10-и региональных пограничных управлений в пределах бывших пограничных округов (групп) Пограничная служба ФСБ России стала включать в себя 7 региональных пограничных управлений, которые стали выполнять в основном лишь организационно-контрольные функции в пределах федеральных округов.
Региональные пограничные управления ФСБ России (по федеральным округам):
- Региональное пограничное управление Федеральной службы безопасности Российской Федерации по Дальневосточному федеральному округу (РПУ ФСБ России по ДФО)[59].

После перехода к регионально-объектовому принципу охраны государственной границы, после 2004 года и во второй половине 2000-х годов на основе бывших пограничных отрядов, ранее входивших в состав региональных пограничных управлений, формируются 30 пограничных управлений Федеральной службы безопасности Российской Федерации (ПУ ФСБ России) по субъектам Российской Федерации (по направлениям), которые выводятся из состава РПУ ФСБ России. В дальнейшем количество пограничных управлений по субъектам Федерации в результате различных реорганизаций и аннексии Крыма Россией увеличилось до 36.
С этого периода пограничные управления ФСБ России по субъектам Российской Федерации (по направлениям) становятся основными органами, отвечающими за организацию и управление пограничной деятельностью в пределах приграничных территорий субъектов России, становясь самостоятельными управленческими административно-хозяйственными единицами, обладающими всеми полномочиями по организации охраны границы, руководству деятельностью пограничных органов на местах, а также планированию и распределению финансовых и материально-технических средств, необходимых для обеспечения их деятельности.
Пограничные управления ФСБ России по субъектам Российской Федерации (по направлениям):
- ПУ ФСБ России по западному арктическому району (Мурманская и Архангельская области, включая Ненецкий автономный округ);
- ПУ ФСБ России по Республике Карелия;
- ПУ ФСБ России по городу Санкт-Петербургу и Ленинградской области;
- ПУ ФСБ России по Псковской области;
- ПУ ФСБ России по Калининградской области.

- ПУ ФСБ России по Смоленской области;
- ПУ ФСБ России по Брянской области;
- ПУ ФСБ России по Курской области;
- ПУ ФСБ России по Белгородской и Воронежской областям.

- ПУ ФСБ России по Ростовской области;
- ПУ ФСБ России по Республике Крым;
- ПУ ФСБ России по Краснодарскому краю;
- ПУ ФСБ России по Республике Калмыкия и Астраханской области;
- ПУ ФСБ России по Волгоградской области.

- ПУ ФСБ России по Карачаево-Черкесской Республике;
- ПУ ФСБ России по Кабардино-Балкарской Республике;
- ПУ ФСБ России по Республике Северная Осетия — Алания;
- ПУ ФСБ России по Республике Ингушетия;
- ПУ ФСБ России по Чеченской Республике;
- ПУ ФСБ России по Республике Дагестан.

- ПУ ФСБ России по Саратовской и Самарской областям;
- ПУ ФСБ России по Оренбургской области.

- ПУ ФСБ России по Челябинской области;
- ПУ ФСБ России по Курганской и Тюменской областям.

- ПУ ФСБ России по Омской области;
- ПУ ФСБ России по Новосибирской области;
- ПУ ФСБ России по Алтайскому краю;
- ПУ ФСБ России по Республике Алтай;
- ПУ ФСБ России по Республике Тыва;
- ПУ ФСБ России по Республике Бурятия;
- ПУ ФСБ России по Забайкальскому краю.

- ПУ ФСБ России по Амурской области;
- ПУ ФСБ России по Хабаровскому краю и Еврейской автономной области;
- ПУ ФСБ России по Приморскому краю;
- ПУ ФСБ России по Сахалинской области;
- ПУ ФСБ России по восточному арктическому району (Камчатский край и Чукотский автономный округ).

### Руководство пограничными формированиями России

Памятник пограничникам всех поколений в Ростове-на-Дону.

- До декабря 1991 года руководство пограничными формированиями государства осуществляли начальники Главного управления Пограничных войск КГБ СССР.
- С декабря 1991 года по июнь 1992 года руководство пограничными формированиями государства осуществлял председатель Комитета по охране государственной границы СССР, созданного в связи с упразднением 3 декабря 1991 года Комитета государственной безопасности СССР.

#### Руководство Пограничной службой России
- Шляхтин Владимир Иванович (первый командующий Пограничными войсками в составе Министерства безопасности Российской Федерации, 15 июня 1992 — 27 июля 1993), генерал-полковник;
- Николаев Андрей Иванович (первый директор ФПС России, командующий Пограничными войсками в составе ФПС России, 30 декабря 1993 — 19 декабря 1997), генерал-полковник, генерал армии (17 ноября 1995);
- Тымко Александр Иванович (и. о. директора ФПС России 19 декабря 1997 — 26 января 1998), генерал-полковник;
- Бордюжа Николай Николаевич (директор ФПС России 26 января — 14 сентября 1998), генерал-полковник;
- Тоцкий Константин Васильевич (директор ФПС России 16 сентября 1998 — 11 марта 2003), генерал-полковник, генерал армии (февраль 2003);
- Проничев Владимир Егорович (и. о. директора ФПС России 11 марта 2003 — 1 июля 2003), генерал армии;
- Проничев Владимир Егорович (1 июля 2003 — 10 апреля 2013), генерал армии, первый заместитель директора Федеральной службы безопасности Российской Федерации — руководитель Пограничной службы ФСБ России;
- Кулишов Владимир Григорьевич (с 10 апреля 2013), генерал армии, первый заместитель директора Федеральной службы безопасности Российской Федерации — руководитель Пограничной службы ФСБ России.

## Российские пограничники за пределами России

Нарукавный знак Группы пограничников России в Таджикистане.

- Таджикистан: с 1992 года по 2005 год существовала Группа Пограничных войск России в Республике Таджикистан.
- Армения: основой для дислокации российских пограничников в Армении является межгосударственный договор о статусе Пограничных войск России на территории Армении, заключенный 30 сентября 1992 года. Пограничное управление ФСБ России в Армении включает четыре пограничных отряда — в Гюмри, Армавире, Арташате и Мегри, а также отдельный контрольно-пропускной пункт в Ереванском международном аэропорту «Звартноц». Содержание российских пограничников в Армении численностью около 4,5 тысячи человек финансируется из бюджетов обоих государств примерно поровну. Российские пограничники осуществляют охрану границы Армении с Турцией и с Ираном[60][61].
- Абхазия: пункт базирования сторожевых кораблей береговой охраны Пограничной службы ФСБ России расположен в приморском городе Очамчира. Сформированный в конце 2009 года дивизион Береговой охраны Пограничной службы ФСБ России, в состав которого входят 4 пограничных сторожевых катера новых проектов «Соболь» и «Мангуст», несёт боевые дежурства. Цель — оказание содействия пограничному управлению республики Абхазия в обеспечении безопасности её морских границ. По словам начальника отделения береговой охраны пограничного управления Погранслужбы ФСБ России в Республике капитана 1-го ранга Александра Тудакова, число российских пограничных сторожевых катеров дислоцированных в абхазском городе Очамчира в ближайшее время увеличится до восьми[62].

## Правовая основа и принципы деятельности
Правовая основа и принципы деятельности Пограничной службы ФСБ России регулируется Федеральными законами «О Федеральной службе безопасности» и «О Государственной границе Российской Федерации».

## Символы и знаки различия пограничников

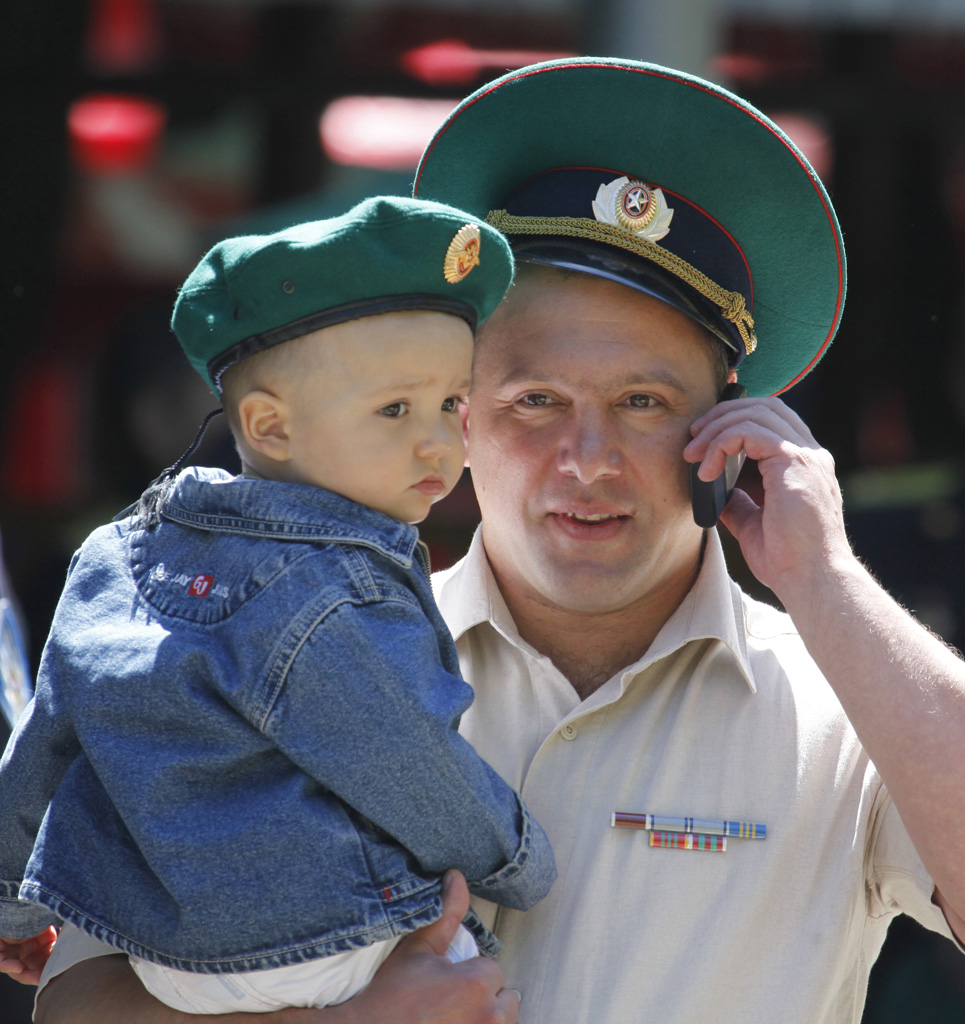
Светло-зелёный берет и зелёная фуражка.

Главными отличительными знаками российских пограничников служат фуражка со светло-зелёной тульёй (зелёная фуражка), светло-зелёный берет (зелёный берет) и тельняшка со светло-зелёными полосами, оттенок которых существенно отличается от оливковых полос общевойсковой тельняшки. Зелёный цвет пограничной фуражки, тельняшки и берета имеет отличительный светлый зелёно-изумрудный оттенок. Зелёный берет пограничников светлого зелёно-изумрудного оттенка не следует путать с тёмно-зелёным беретом разведывательных подразделений Войск национальной гвардии Российской Федерации, который имеет более тёмный (еловый) оттенок зелёного цвета, а также с тёмно-зелёным беретом подразделений специального назначения Федеральной службы судебных приставов.
Перечисленные символы являются предметом особой гордости для всех военнослужащих, проходящих службу в пограничных формированиях и для ветеранов Пограничных войск, уволенных в запас. Особое положение, среди пограничной символики, занимает зелёная фуражка. На протяжении многих десятилетий зелёная фуражка является символом мужества, самоотверженности, преданности порученному делу, гордости за причастность к охране государственной границы своей Родины. По своему значению зелёная фуражка находится на одном уровне с символом Воздушно-десантных войск (ВДВ) — голубым беретом.
Берет светло-зелёного оттенка является отличительным знаком и гордостью подразделений особого и специального назначения, структурно входящих в состав Пограничной службы ФСБ России, таких как десантно-штурмовые манёвренные группы (ДШМГ), мотоманёвренные группы (ММГ), отделения мобильных действий (ОМД) в Пограничных управлениях ФСБ России, подразделения специальной разведки — отдельные группы (ОГСпР) и взвода специальной пограничной войсковой разведки (ВВР) соответственно, пограничные отряды специального назначения (ПогООН), группы специального назначения (ОГСпН), региональные отделы (РОСН) и региональные службы (РССН) специального назначения Пограничной службы ФСБ России.
Берет светло-зелёного оттенка также применяется военнослужащими и ветеранами пограничных подразделений на парадах, выступлениях пограничников на общественных мероприятиях, выступлениях, посвящённых Дню пограничника.
Во время празднования Дня пограничника военнослужащие пограничных органов и уволенные в запас военнослужащие Пограничных войск и Пограничной службы с гордостью демонстрируют зелёную фуражку и другие символы пограничников, как знак принадлежности к братству Пограничных войск.

## Код номерных знаков
Код номерных знаков транспортных средств ПС ФСБ России — 12.

## Военная техника и вооружение

### Воздушная техника

#### Авиация
Пограничным органам для выполнения поставленных задач приданы воинские части и подразделения авиации ФСБ России.
Примерный состав вооружения авиационных частей ФСБ России, приданных пограничным органам, по состоянию на 2017 год (без учёта единиц находящихся на хранении и т. п., а также без учёта единиц из состава Объединённого авиаотряда спецназначения: Ту-154/134, Ан-72/74, СМ-92Т, Ми-8, Ка-226):
- Ми-8 — 131 (с учётом всех модификаций)[73];
- Ми-26 — 6[74];
- Ка-27 — 11 (все единицы модификации «ПС»)[75];
- Ка-226 — 2[76];
- Ан-26 — 25[77];
- Ан-72 — 17[78];
- Ил-76 — 3[79].

Все удалённые и труднодоступные погранзаставы имеют оборудованные вертолётные площадки.

#### Беспилотные летательные аппараты
- Дозор-85[80].

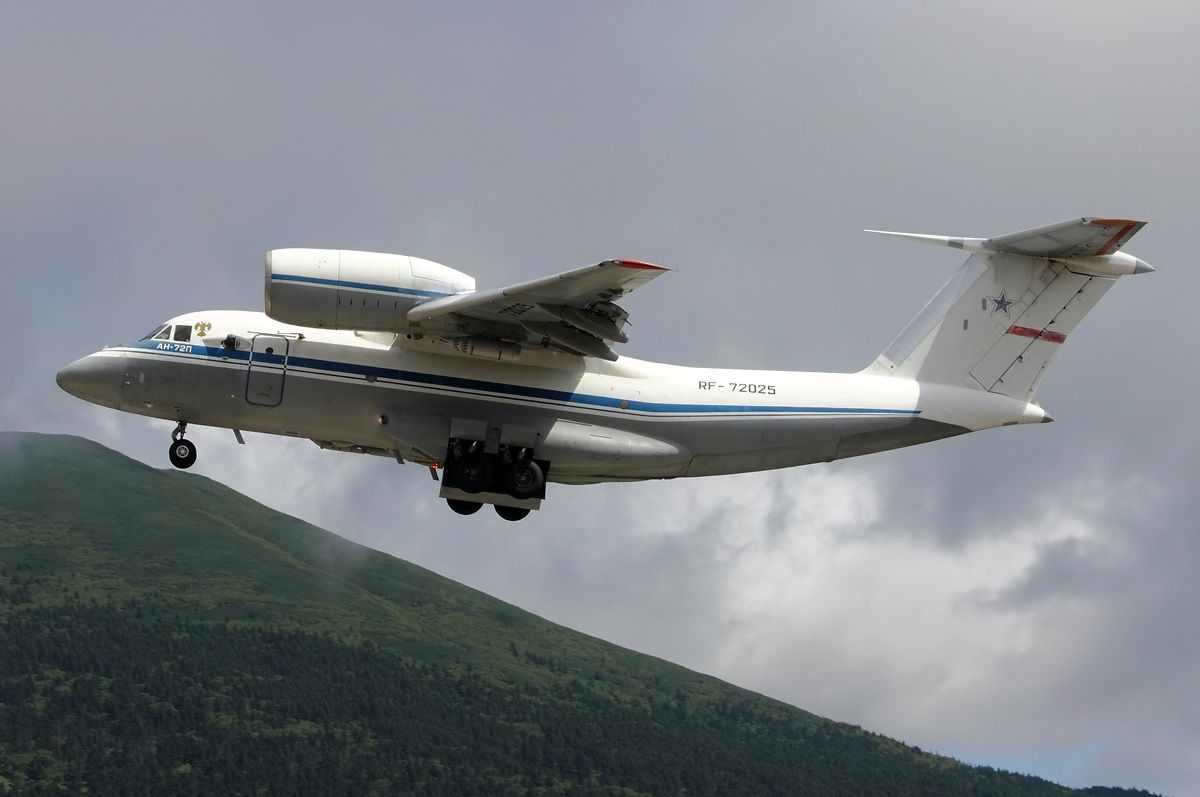
Ан-72П из состава 6-го объединённого авиаотряда ФСБ России (бывший 16-й отдельный авиаполк погранвойск), аэропорт совместного базирования Менделеево (2013 год).
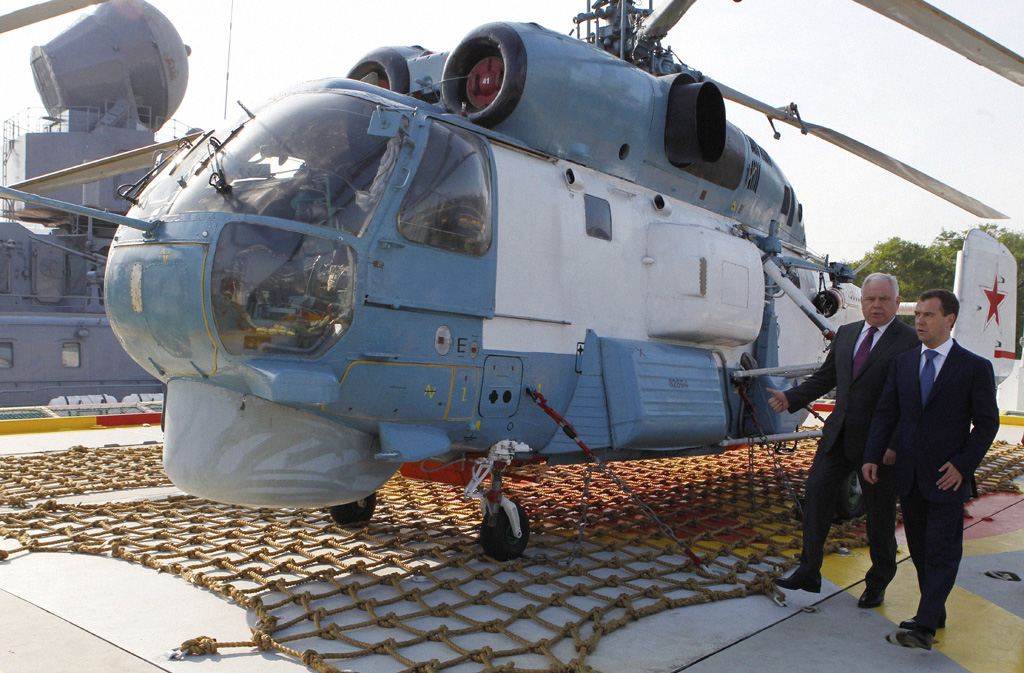
Ка-27ПС на палубе пограничного патрульного судна ОМБИР «Командор» проекта 850285[81], Владивосток (посещение пограничных органов ПУ ФСБ России по Приморскому краю Президентом Российской Федерации Д. А. Медведевым и Первым заместителем директора ФСБ России — руководителем Пограничной службы генералом армии В. Е. Проничевым в 2011 году).

### Наземная техника

#### Военные автомобили, снегоходы, квадроциклы
- ГАЗ-66;
- УАЗ «Патриот»;
- УАЗ-3153;
- УАЗ-469;
- УАЗ-3151;
- УАЗ-31514;
- УАЗ «Барс»;
- Снегоход «Барс»;
- Снегоход «Тайга»;
- Квадроциклы различных марок.

#### Бронетехника и артиллерия
Также на вооружении состоит техника, относящаяся по классификации Минобороны России к технике Сухопутных войск:
- БТР-80 и другие модификации бронетранспортёров советского/российского производства;
- БПМ-97;
- 2С1[82];
- 2С9[82];
- 2С12[82].

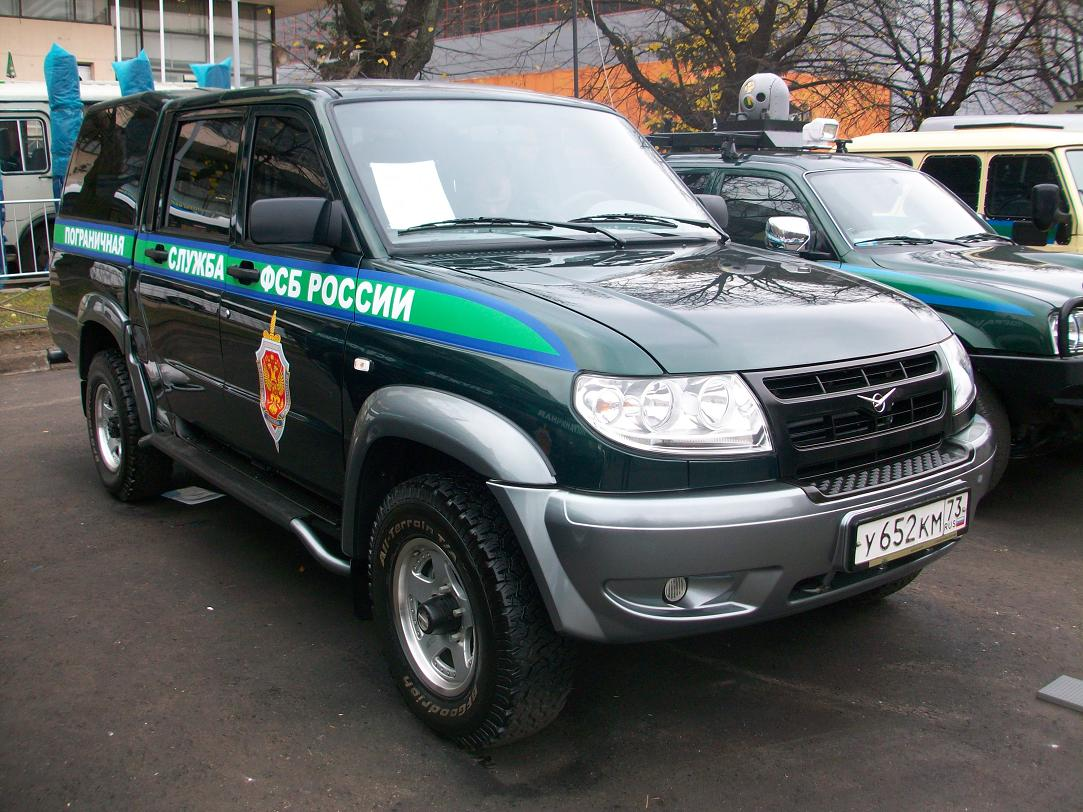
«УАЗ Пикап» пограничных органов ПС ФСБ России.
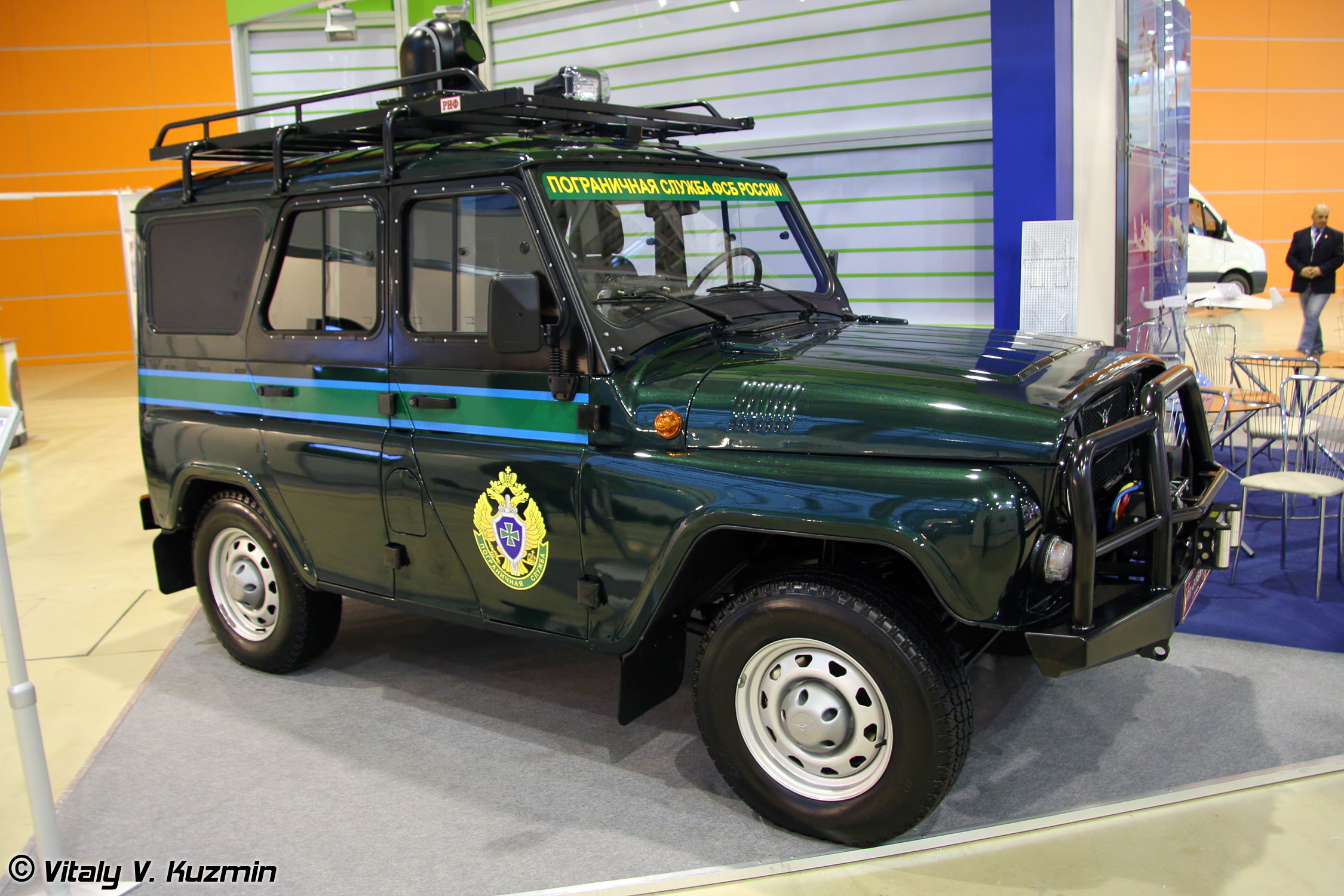
Мобильный комплекс контроля наземной обстановки «Страж» на шасси «УАЗ Хантер».

### Плавсредства

#### Береговая охрана
На вооружении пограничных органов БОХР ПС ФСБ России находятся боевые корабли и катера: пограничные сторожевые корабли (ПСКР) и катера (ПСКА) различных классов и проектов, а также патрульные корабли, катера и суда органов охраны морских биологических ресурсов (ОМБИР), предназначенные для несения службы на морях, реках и озёрах.
Основными из них являются:
- Пограничные сторожевые корабли проектов 205П, 11351, 22460 «Охотник», 10410, 726, 727, 745 «Байкал», 1208 «Слепень» (ПСКР 2-го ранга — малый артиллерийский корабль «Вьюга» в составе ПУ ФСБ России по Хабаровскому краю и Еврейской автономной области, бывшие силы Амурской пограничной речной флотилии), 1248 и 12481;
- Ледокольные пограничные сторожевые корабли проектов 97П и 22100 (ПСКР «Полярная звезда»);
- Противолодочные корабли проектов 1124 и 12412;
- Пограничные сторожевые катера проектов 12200 «Соболь», 1496, П-376, П-1415, 1400, 371У;
- Пограничные патрульные суда и катера проектов 22120 «Пурга», 850285[81], 13031, 502, 810, 12150 «Мангуст» (быстроходные лёгкие противодиверсионные катера);
- Пограничные корабли и катера снабжения проектов 1595, 16900A, 16931, 1481.

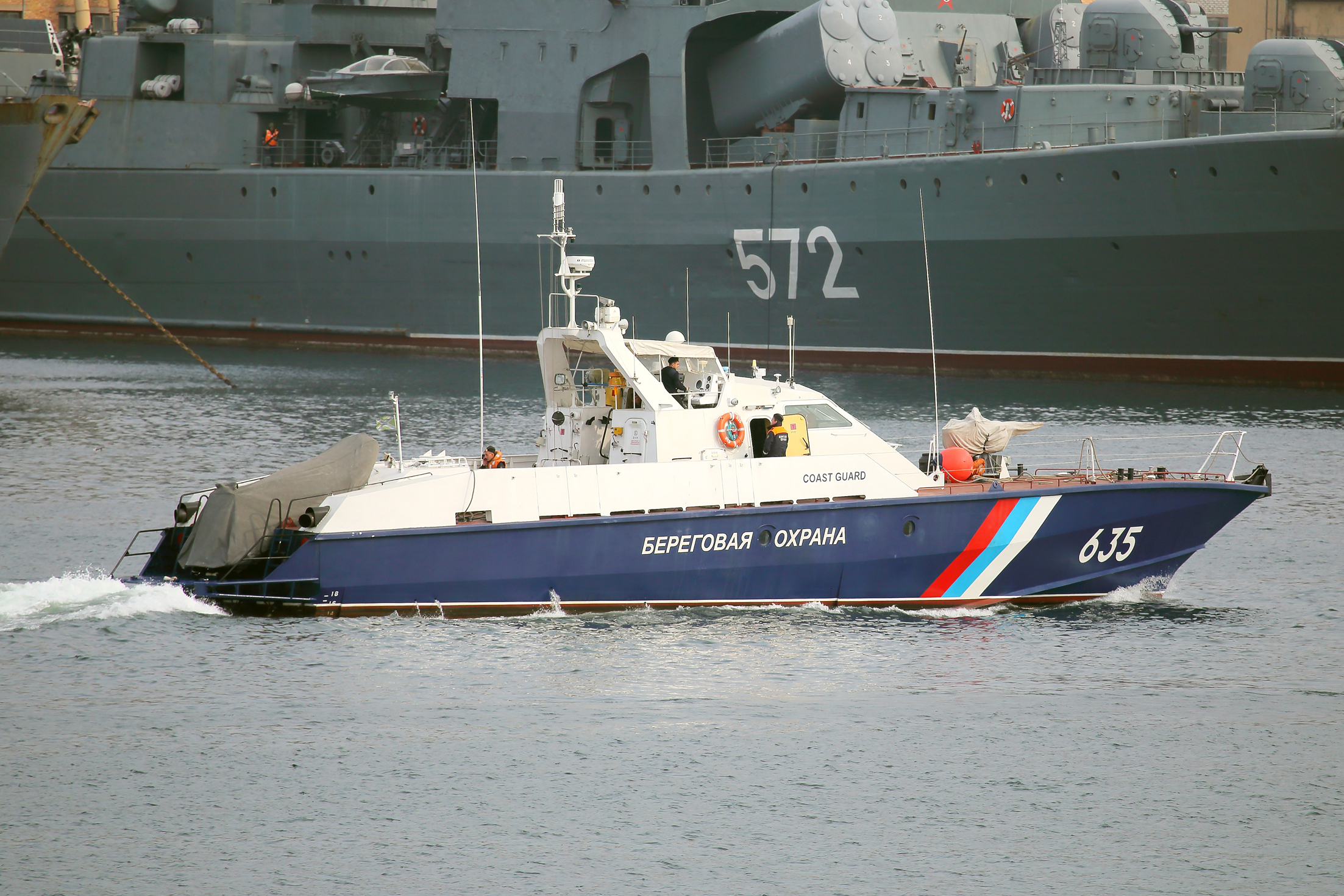
ПСКА-310 проекта 12200 (бортовой номер 635) Береговой охраны ПС ФСБ России; на заднем плане: БПК «Адмирал Виноградов», бухта Золотой Рог (2014 год).
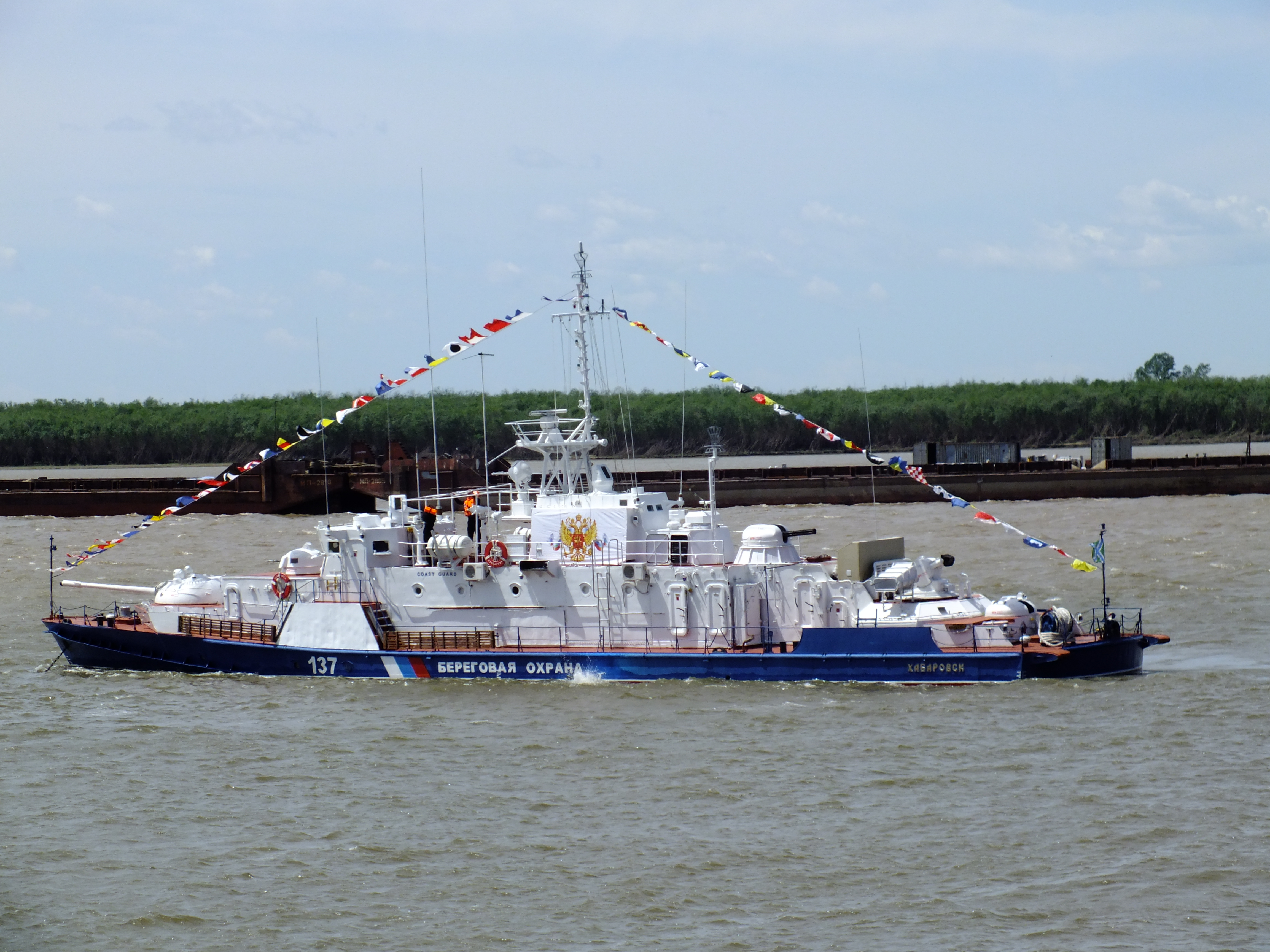
ПСКР «Хабаровск» проекта 12481 (до 2003 года — ПСКР-313)[83] Береговой охраны ПС ФСБ России, 2014 год (ПУ ФСБ России по Хабаровскому краю и Еврейской автономной области).

## В культуре
- Пограничным войскам РФ посвящена песня «Погранзастава» Олега Газманова с альбома «Измерение жизни» (2012 год).

### Комментарии
1. ↑  Первоначально с 1 июля 2003 года по 1 июля 2005 года охрану государственной границы в пределах бывшего Краснознамённого Кавказского особого пограничного округа осуществляло Северо-Кавказское региональное пограничное управление ФСБ России (СКРПУ ФСБ России) — бывшее Северо-Кавказское РУ ФПС России с дислокацией в Ставрополе. 1 июля 2005 года было образовано РПУ ФСБ России по ЮФО с передислокацией управления в Ростов-на-Дону. Пограничные органы бывшего СКРПУ ФСБ России были разделены на 3 пограничных управления ФСБ России (по направлениям):  - Черноморско-Азовское пограничное управление береговой охраны ФСБ России (ЧАПУБО ФСБ России) в Краснодаре — охрана морского участка госграницы по черноморско-азовскому побережью между российско-грузинской (российско-абхазской) и российско-украинской сухопутными границами;
  - Северо-Кавказское пограничное управление ФСБ России (СКПУ ФСБ России) в Ставрополе[52] — охрана сухопутного участка госграницы по Кавказскому хребту между Чёрным и Каспийским морями;
  - Каспийское пограничное управление ФСБ России (КПУ ФСБ России) в Махачкале — охрана морского участка госграницы по каспийскому побережью между российско-азербайджанской и российско-казахстанской сухопутными границами.
Впоследствии, в ходе следующих преобразований второй половины 2000-х годов, все 3 пограничных управления ФСБ России по данным направлениям были разделены на пограничные управления ФСБ России по соответствующим субъектам Российской Федерации[53][54][55][48].